# Xmas Time of the Year
Xmas Time of the Year è un singolo del gruppo pop-punk statunitense Green Day. È stato pubblicato il 24 dicembre 2015, senza alcun annuncio precedente riguardo alla sua pubblicazione o produzione. Primo singolo a seguire quelli estratti dalla trilogia di album del 2012 ¡Uno!, ¡Dos! e ¡Tré!, è preceduto da X-Kid, pubblicato più di diciotto mesi prima.